# Saint-Dier-d'Auvergne
Saint-Dier-d'Auvergne là một xã ở tỉnh Puy-de-Dôme trong vùng Auvergne-Rhône-Alpes miền trung nước Pháp.